# خردل (نبات)
الخردل  (باللاتينية: Brassica) و(باللاتينية: Sinapis). i, نبات ينتمي إلى جنسي الكرنب، كما وله عدة أسماء محلية في فلسطين وهي: لفيتة وسفيرية. دعا اليونانيون القدماء الخردل «سينابي» أي (الذي يزعج العين)، والكلمة (بالإنجليزية: Mustard)‏بالإنجليزية: Mustard) وهي مشتقة من اسم أحد المكونات القديمة لهذا التابل وهو Mustum (عصير العنب غير المختمر)، وتشير الكلمة إما إلى نبتة أو إلى بذورها. و مع أن بذور الخردل غير مؤذية عندما تكون جافة، إلا أنها تطلق مادة مهيجة تَسمي إيزوتيوسيانات الأليل (بالإنجليزية: Allyl Isothiocyanate)‏ عندما تطحن مع الماء. فهذا الزيت العطري الحاد الذي ينتج طعم الخردل، يهيج الأغشية المخاطية مما يدفع عيون متذوق الخردل إلى الإدماع. وهذا يفسر دون شك لماذا صار الإيبرت، وهو سلاح كيميائي استعمل في الحرب العالمية الأولى، يدعى غاز الخردل، مع أنه لا يحتوي على الخردل مطلقاً.

## تاريخ الخردل
قد ورد ذكر الخردل في القرآن الكريم مرتين وفي الكتاب المقدس. قال تعالى (وَإِن كَانَ مِثْقَالَ حَبَّةٍ مِّنْ خَرْدَلٍ أَتَيْنَا بِهَا وَكَفَى بِنَا حَاسِبِينَ﴾ سورة الأنبياء - آية 47. والخردل عرف منذ الأزمنة القديمة، فكان يثير الشهية سواء أكان مسحوقاً كالبهار، أو تابلاً. وقد استعمله الرومان ليتبّلوا صلصاتهم الحارة مثل، الغاروم (أمعاء سمك الأسقمري في ماء مالح) والموريا (التونا في ماء مالح).
وفي القرون الوسطي حتى القرن التاسع عشر، حلّت الصناعات الصغيرة (المحلات) مكان الصناعة البيتية للخردل، وفي فرنسا طّورت جمعية صانعي الخردل الوصفات المتبعة في صناعة الخردل، فتأكدت من تطبيق العادات الصحية الملائمة، وتحكمت في السوق وغرمت المخالفين. وفي القرن التاسع عشر روّج الإنجليزي جيريما كولمن مسحوق الخردل الذي كان يمزج بالماء وقت الطعام. وبمرور الزمن حلّ إنتاج المصانع محل الصناعة الصغيرة مما زاد الإنتاج بشكل هائل.

## أنواع الخردل

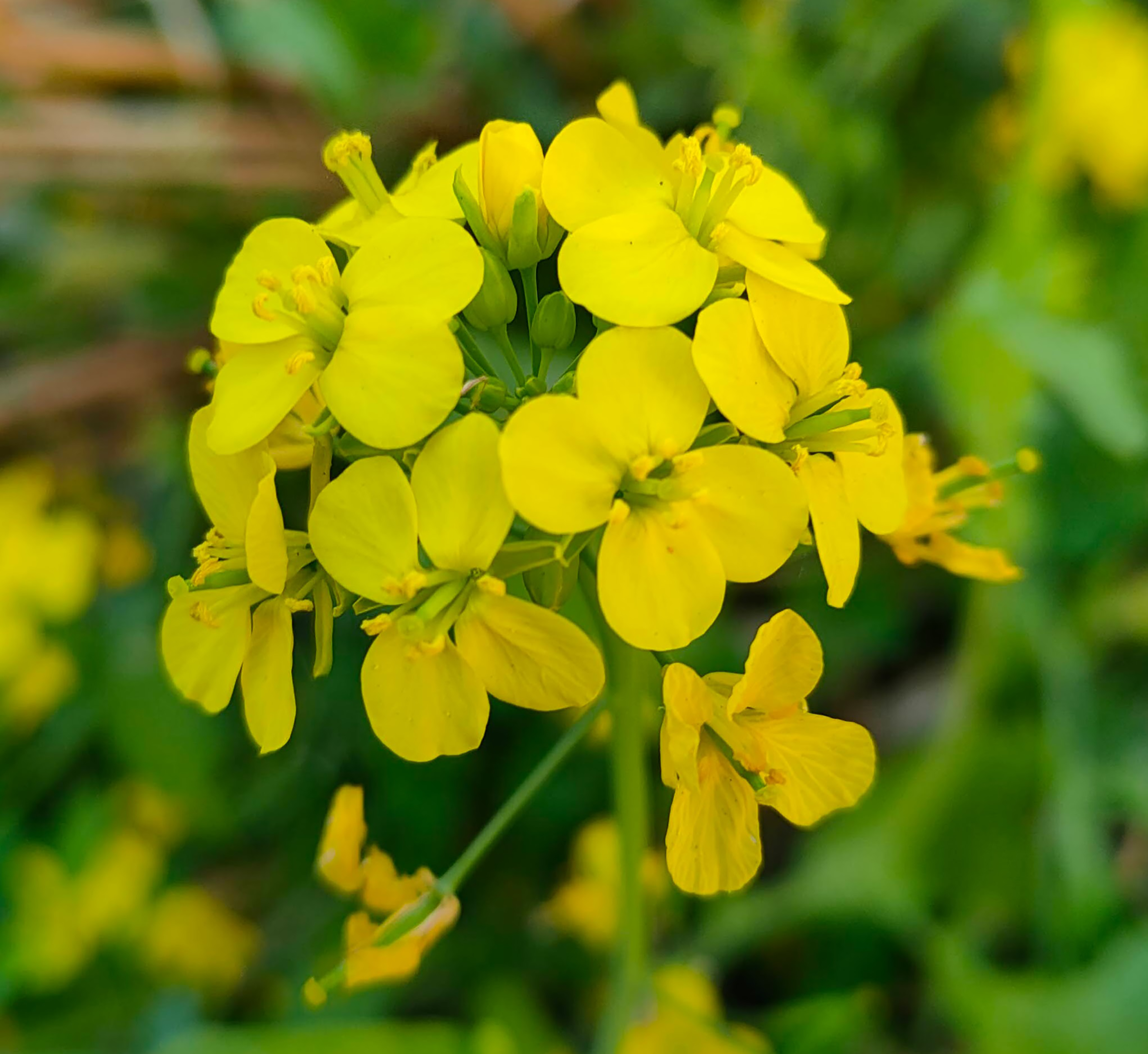
گل خردل

الخردل واللفت كلاهما ينتمي إلى الفصيلة الصليبية التي يقال أنها تضم ما يصل إلى أربعة آلاف نوع، وأربعون منها تقريباً من أنواع الخردل. وأكثر أنواع الخردل استعمالاً:
- الخردل الأبيض (باللاتينية: Brassica hirta).
- الخردل البني أو الهندي (باللاتينية: Brassica juncea).
- الخردل الأسود (باللاتينية: Brassica Nigra) الذي يطلق عطراً ساماً يمكن أن يسبب بثرات علي الجلد.

## الخردل الأسود

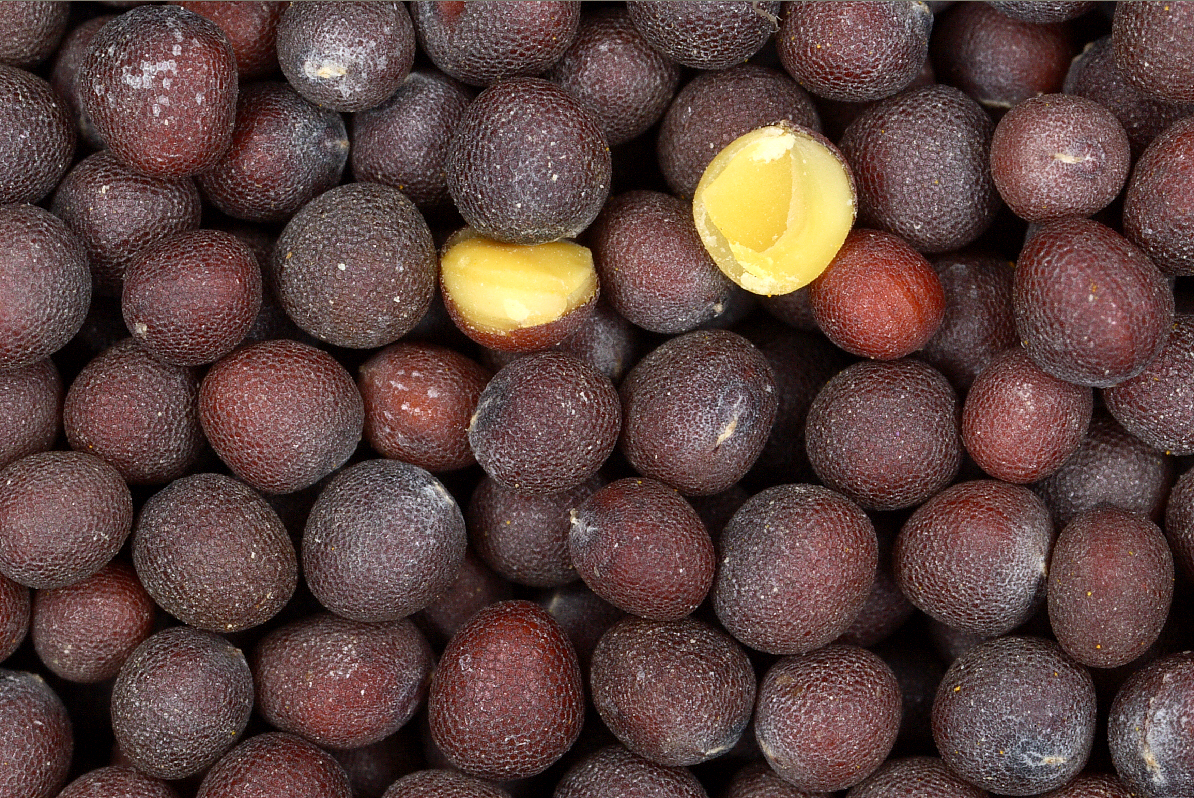
بذور الخردل الأسود

ينمو الخردل الأسود في البرية، في أرض صخرية علي ضفاف الأنهار في أفريقيا والهند وأوروبا، وينمو أيضاً في منحدرات التلال الخضراء المحيطة ببحيرة طبريا. وعندما يزرع الخردل كما ينبغي فإنه ينضج بسرعة ويمكن أن ينمو ليبلغ علو الأشجار المثمرة في شرق وجنوب فرنسا.

## الجزء الذي يؤكل
الجزء الذي يؤكل ساق نبتة الخردل كما وان اوراق نبتة الخردل أيضا صالحة للاكل كما ان زهرة نبتة الخردل أيضا تؤكل.

## فترة القطاف
تبدا فترة قطاف نبتة الخردل من نهاية كانون الثاني إلى بداية شهر ايار.

## المعلومات الغذائية
تحتوي كل ملعقة كبيرة من مسحوق الخردل (6.3 جرام)، بحسب وزارة الزراعة الأميركية على المعلومات الغذائية التالية:
- السعرات الحرارية: 32
- الدهون: 2.28
- الدهون المشبعة: 0.12
- الكاربوهيدرات: 1.77
- الألياف: 0.8
- السكر: 0.43
- البروتينات: 1.64

## صناعة الخردل
تعتمد نكهة الخردل القوية جداً علي طرق صنعه والمكونات الداخلة في صناعته. فبذور الخردل تفرز وتغسل وتجفف، ثم تمزج بنسب معينة، وأحياناً تطحن البذور قبل نقعها مدة 24 ساعة في خل التفاح أو عصير الحصرم، تهرس كل المكونات هرساً خفيفاً، ثم تفصل في منخل لتصفية القشر وزيادة كثافة الزيت.
ويصنف طعم الخردل إذا كان قوياً أو معتدلاً علي مقدار التصفية للمعجون. ينضج بعد ذلك المعجون في 48 ساعة، وهنا تتطور نكهة الخردل التابلية طبيعياً، فيما يفقد مرارته. وتعمل إضافة اللون أو الطحين أو التوابل، علي تخفيف نكهته القوية أو علي زيادتها. ثم يضاف أنواع النكهات العطرية المعروفة مثل الروكفورت والطرخون.
قام قدماء الإغريق والرومان باستخدامه كسلعة للمبادلة التجارية.

## الاستعمالات
عرف الخردل بخصائصه في المعالجة من مرض الأسقربوط، فلم تكن أية باخرة هولندية تبحر دون أن تحمل معها بعضاً منه في عنبرها، وكان يستعمل في الحمامات أو على كمادات. كما أن أوراق نبتة الخردل الأبيض تؤكل في السلطة، ولا تزال تستعمل كعلف مطمور. والزيت الصالح للأكل الذي يستخرج من البذور لا يفسد بسهولة، وهو يزود الصناعة في آسيا بوقود للإنارة ويضفي نكهة إلى أطباق عديدة.

حقل خردل في جوار مدينة مونستر، ألمانيا

## معرض الصور

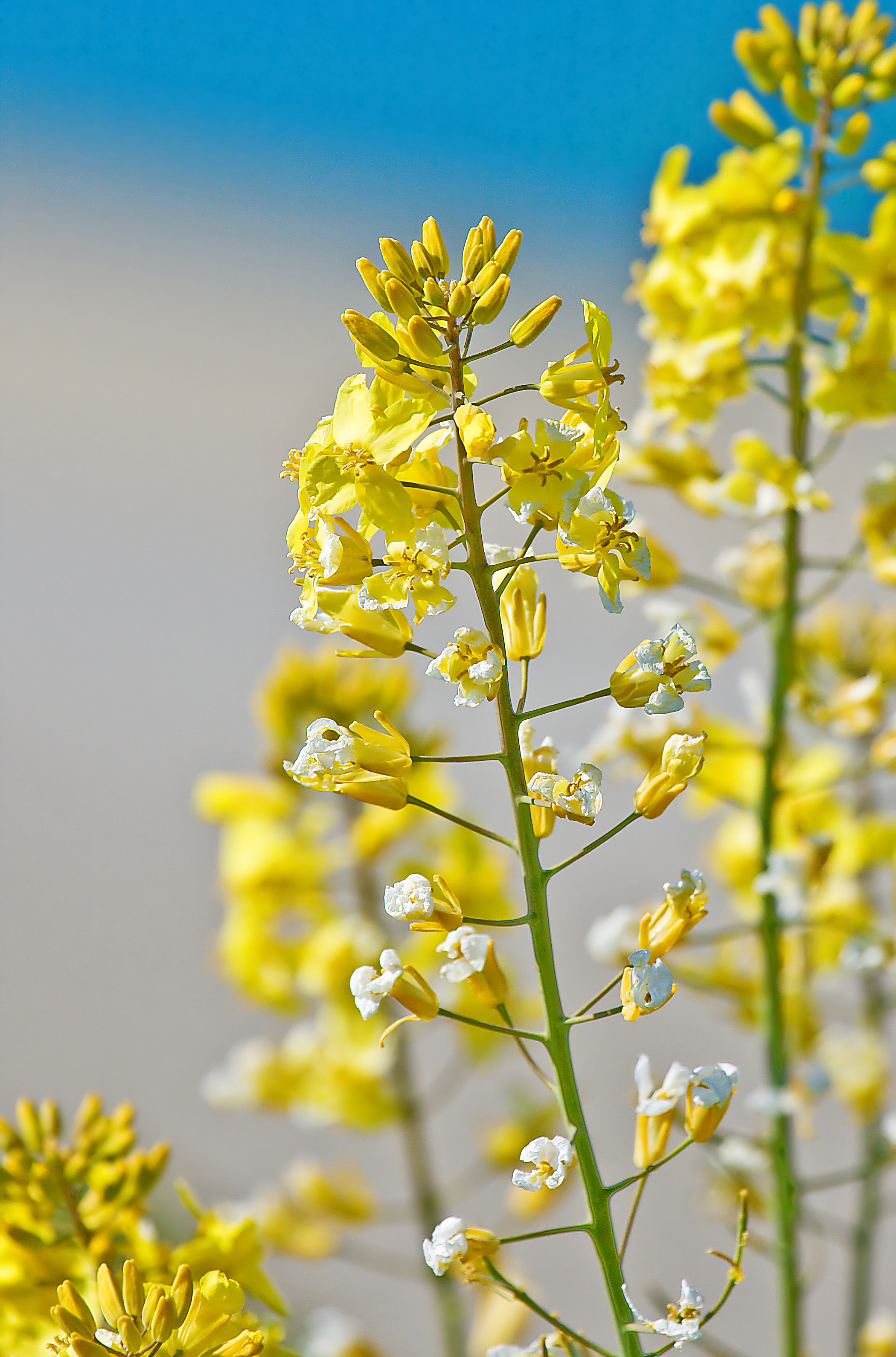
الخردل البري (Brassica campestris)
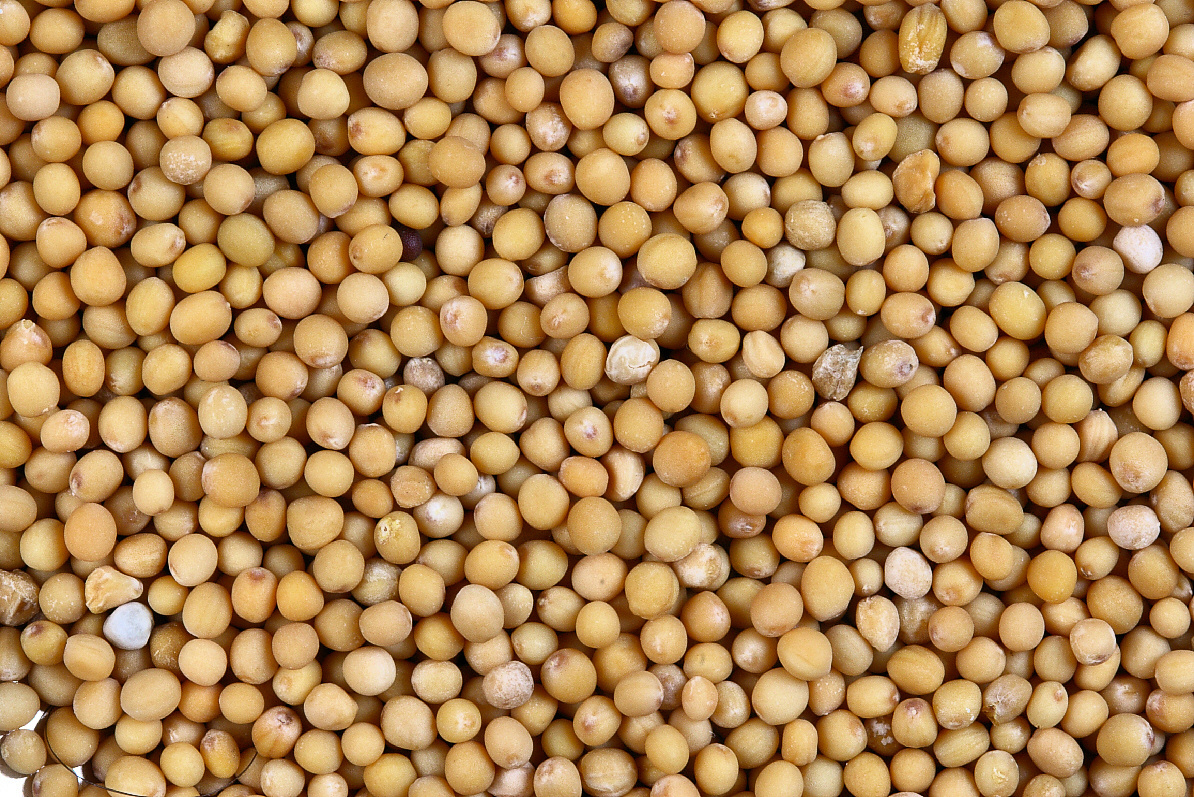
بذور الخردل الأصفر.
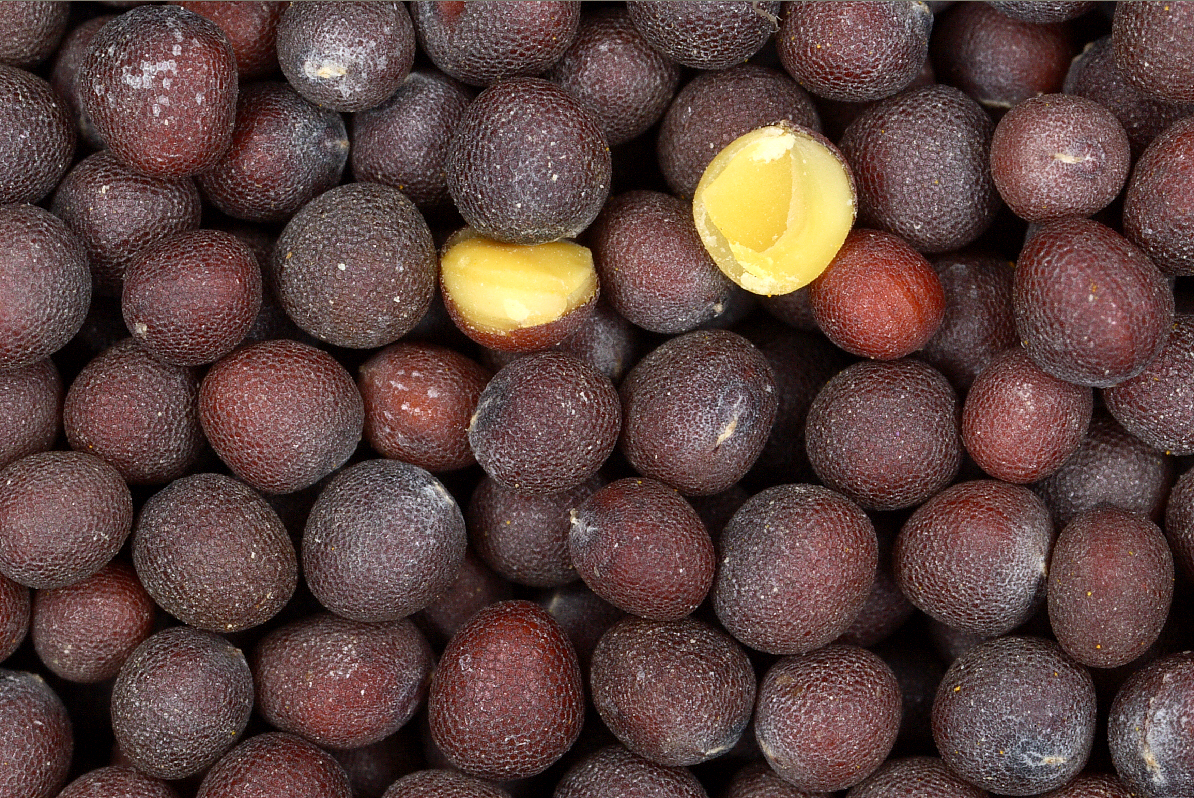
بذور الخردل الأسود.

## وصلات خارجية
- وصفات الخردل